# Весмак (Зарандіє)
Весмак (перс. وسمق) — село в Ірані, у дегестані Альвір, у бахші Харкан, шахрестані Зарандіє остану Марказі. За даними перепису 2006 року, його населення становило 292 особи, що проживали у складі 123 сімей.

## Клімат
Середня річна температура становить 11,48 °C, середня максимальна – 30,56 °C, а середня мінімальна – -9,87 °C. Середня річна кількість опадів – 249 мм.
| Клімат поселення                              | Клімат поселення | Клімат поселення | Клімат поселення | Клімат поселення | Клімат поселення | Клімат поселення | Клімат поселення | Клімат поселення | Клімат поселення | Клімат поселення | Клімат поселення | Клімат поселення | Клімат поселення |
| Показник                                      | Січ.             | Лют.             | Бер.             | Квіт.            | Трав.            | Черв.            | Лип.             | Серп.            | Вер.             | Жовт.            | Лист.            | Груд.            |                  |
| Середній максимум, °C                         | 5,85             | 7,26             | 11,75            | 18,03            | 23,06            | 29,04            | 30,56            | 29,97            | 25,57            | 19,21            | 12,38            | 6,59             |                  |
| Середня температура, °C                       | −2               | −0,61            | 3,90             | 10,18            | 15,18            | 21,17            | 24,83            | 24,27            | 19,86            | 13,48            | 6,66             | 0,87             |                  |
| Середній мінімум, °C                          | −9,87            | −8,46            | −3,96            | 2,31             | 7,32             | 13,32            | 19,13            | 18,55            | 14,15            | 7,75             | 0,95             | −4,84            |                  |
| Норма опадів, мм                              | 33               | 33               | 47               | 37               | 29               | 4                | 2                | 1                | 0                | 11               | 20               | 32               |                  |
| Середньомісячна швидкість вітру, м/с          | 1.78             | 2.21             | 3.04             | 3.20             | 2.78             | 2.53             | 2.54             | 2.41             | 2.26             | 2.14             | 1.78             | 1.84             |                  |
| Середньомісячна сонячна радіація, кДж/м²·день | 8666             | 11642            | 14207            | 17813            | 21911            | 26251            | 25907            | 23599            | 20057            | 14580            | 10611            | 8452             |                  |
| --------------------------------------------- | ---------------- | ---------------- | ---------------- | ---------------- | ---------------- | ---------------- | ---------------- | ---------------- | ---------------- | ---------------- | ---------------- | ---------------- | ---------------- |
| Джерело:                                      |                  |                  |                  |                  |                  |                  |                  |                  |                  |                  |                  |                  |                  |